# Ana Lucía Armijos
Ana Lucía Armijos Hidalgo (Quito, 13 de octubre de 1949) es una economista y política ecuatoriana, primera mujer en ocupar el cargo de Ministra de Gobierno en Ecuador.

## Biografía
Nació el 13 de octubre de 1949 en la ciudad ecuatoriana de Quito, hija del coronel y político conservador Rafael Armijos. Realizó sus estudios secundarios en el Colegio Spellman, donde consiguió una de las calificaciones más altas registradas en la historia de la institución. Tras realizar estudios en la Pontificia Universidad Católica del Ecuador (PUCE), obtuvo el título de economista. Posteriormente realizó una maestría en Economía en la Universidad de Illinois y un posgrado en Teoría económica y Desarrollo económico en la Universidad de Misisipi.
Trabajó algunos años como docente en la PUCE, además ocupó varios cargos en el Banco Central del Ecuador, entre los que se cuentan analista, directora de programación financiera, directora de política monetaria y gerente de la división técnica. También fue macroeconomista de la División de Operaciones del Departamento de África Occidental del Banco Mundial.

### Gobierno de Sixto Durán-Ballén
El 25 de agosto de 1992 fue posesionada como presidenta del directorio del Banco Central del Ecuador por el presidente Sixto Durán-Ballén. A los pocos meses comenzó a tener pugnas con el presidente de la Junta Monetaria, Roberto Baquerizo, que provocaron incertidumbre sobre la futura dirección de la entidad y finalmente la salida de Baquerizo y el nombramiento de Armijos como presidenta de la misma, el 15 de julio de 1993.
Durante el juicio político por peculado contra el vicepresidente Alberto Dahik, Armijos se posicionó como férrea defensora del acusado, causando controversia cuando aseveró, luego de la salida de Dahik del gobierno, que su destierro era "una pérdida para el país, donde no hay muchos hombres inteligentes". Posteriormente se la señaló como una de las posibles aspirantes a ocupar la vicepresidencia de la República.
El 30 de mayo de 1997 el presidente de la Corte Suprema de Justicia, Carlos Solórzano, emitió una orden de captura en su contra por el caso Banco Continental, en que se la acusaba de haber aprobado durante su tiempo en la Junta Monetaria el salvataje de dicho banco por un monto de 200 millones de dólares. Armijos estuvo prófuga de la justicia hasta mayo de 1998, fecha en que el nuevo presidente de la Corte Suprema, Héctor Romero Parducci, la declaró inocente.

### Gobierno de Jamil Mahuad
En agosto de 1998 fue nombrada Ministra de Gobierno por el presidente Jamil Mahuad, convirtiéndose en la primera mujer en desempeñar dicho puesto en Ecuador. Durante su tiempo en el cargo propuso la conformación de un Consejo Nacional de Gobernadores.
Fue nombrada Ministra de Finanzas el 15 de febrero de 1999 en reemplazo de Fidel Jaramillo, quien había dejado el cargo por su desacuerdo al Impuesto a la Circulación de Capitales, conocido como la ley del 1%. El 11 de marzo aprobó junto al presidente Mahuad el llamado feriado bancario, que consistió en la congelación de los depósitos financieros de la población como medida para afrontar la crisis económica que asolaba el país. El hecho provocó el rompimiento de la alianza del Partido Social Cristiano con el gobierno y el llamado a juicio político contra la ministra por varios legisladores de dicho partido.
A finales de agosto del mismo año renunció a su puesto de ministra luego de alcanzar el apoyo del Fondo Monetario Internacional para las conversaciones sobre la renegociación de la deuda externa. Luego de su salida fue nombrada embajadora de Ecuador en España y su puesto en el ministerio de finanzas pasó al economista Alfredo Arízaga.

### Vida posterior y juicios en su contra
En julio de 2000 fue acusada junto al expresidente Mahuad por los diputados Víctor Granda y Napoleón Gómez Real de violar normas constitucionales al haber ordenado el congelamiento de fondos bancarios de los ecuatorianos durante la crisis financiera de 1999. Días después, el presidente de la Corte Suprema de Justicia dictó órdenes de captura en contra de los acusados. Como consecuencia del hecho Armijos huyó a Estados Unidos, donde le fue concedido asilo político.
En junio de 2006 fue declarada inocente junto al expresidente Mahuad por la sala segunda de lo penal de la Corte Suprema de Justicia, que aseveró en su dictamen que no existían pruebas suficientes para comprobar que los acusados hubieran cometido el delito de peculado o que se hubieran extralimitado en sus funciones. Sin embargo, en diciembre de 2012 la Corte Suprema de Justicia desestimó la anterior resolución y reactivó el juicio, dictando orden de prisión preventiva y ordenando el embargo de bienes de los acusados.
En septiembre de 2010 se inició un nuevo juicio en su contra por supuesta malversación de fondos. Según el fiscal general Washington Pesántez, Armijos y el exministro de finanzas Mario Ribadeneira habrían cometido irregularidades en las negociaciones de la deuda externa durante el gobierno de Sixto Durán-Ballén, cuando Armijos era presidenta de la Junta Monetaria. Los implicados habrían firmado un acuerdo en el que se renunció a la prescripción de parte de la deuda externa, provocando un grave prejuicio al estado y beneficiando a los tenedores de bonos.

## Publicaciones
- Consideraciones teóricas sobre el endeudamiento externo (1980)
- La política de tasas de interés del Ecuador, en el período 1979-1980 (1989)[1]